# Edo (ville)

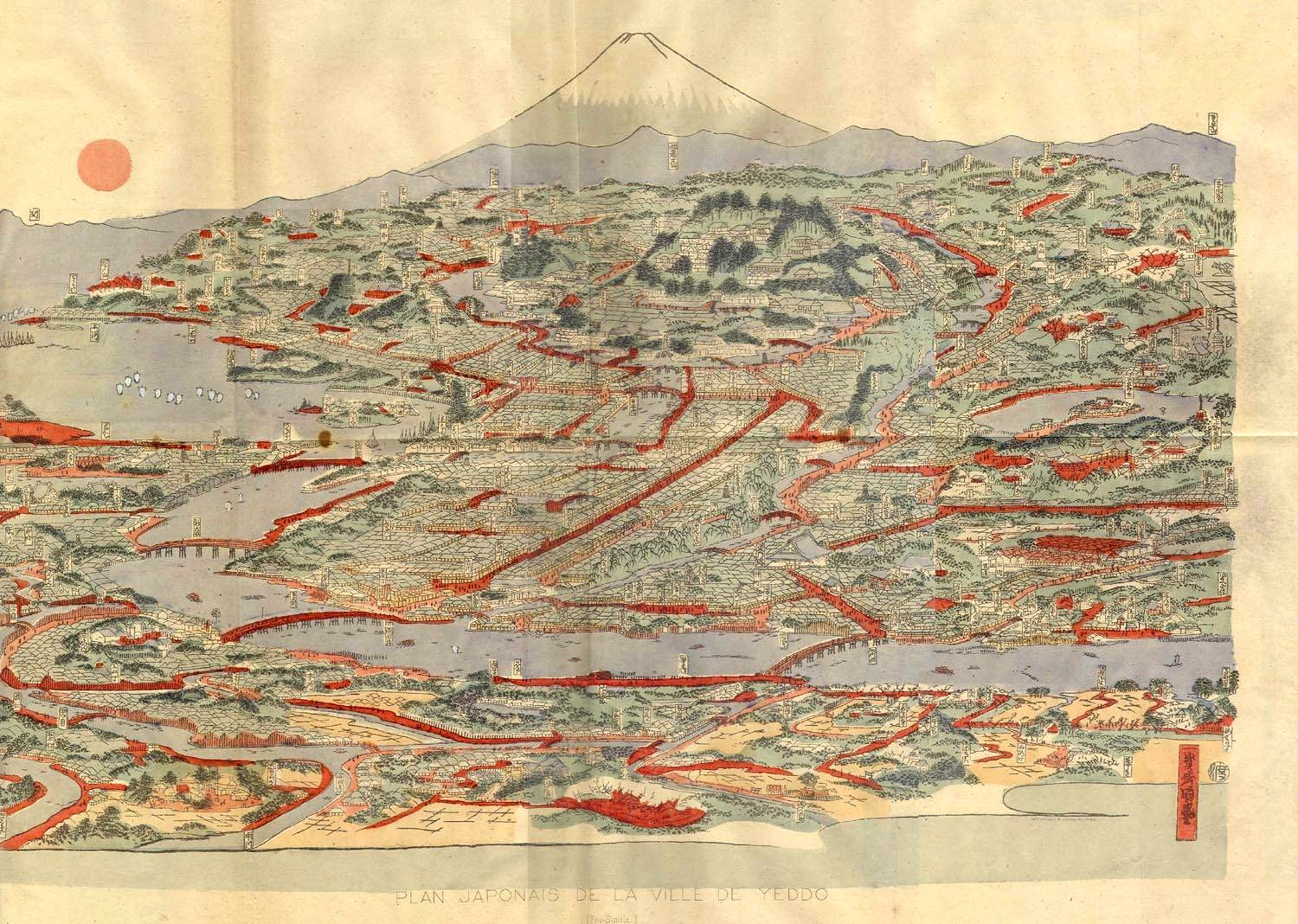
Vue et plan de la ville (tiré d'une édition du XIXe siècle).

Pour les articles homonymes, voir Edo.
Edo (江戸, entrée de la baie ou estuaire, littéralement, « porte du fleuve »), également romanisé sous les formes Yedo ou Yeddo, est l'ancien nom de Tokyo et le siège du pouvoir du shogunat Tokugawa qui dirige le Japon de 1603 à 1868. Durant cette période, Edo devient l'une des plus grandes villes au monde et le foyer d'une culture urbaine centrée sur la notion d'ukiyo.

## Toponymie
« Edo », le nom de la capitale du shogunat Tokugawa, apparaît pour la première fois dans un écrit datant de 1180. Il est associé au nom d'un membre du clan Edo, un clan dynastique lointain parent du clan Taira et connu depuis la fin de l'époque de Heian (794-1185). Une première théorie affirme que le toponyme « Edo » (江戸) est un raccourci pour 江の門戸 (e no monko, litt. « entrée de la baie »), une expression qui rend compte du fait que la cité d'Edo s'étend, sur l'île de Honshū , au nord d'une baie située dans le sud de la plaine du Kantō, le long du littoral ouest de la péninsule de Bōsō. Selon une autre théorie, la cité d'Edo a été bâtie sur une terre où la pérille (荏胡麻 (egoma), abrégé en 荏 (e), en japonais) pousse abondamment, d'où le nom 荏土 (Edo, litt. « terre de pérille »), transcrit en 江戸. Une troisième théorie avance que la cité tire son nom de celui d'un ancien hameau du district de Toshima (province de Musashi), appelé hameau d'Edo (江戸郷, Edo-gō).

## Histoire
Durant l'époque de Muromachi (1333 – 1573), la cité d'Edo est un territoire appartenant au clan Uesugi. En 1457, un de ses samouraïs vassaux, Ōta Dōkan, fait construire le château d'Edo. Le hameau médiéval de la province de Musashi évolue alors en une jōkamachi (cité-château) dont l'économie est centrée sur l'activité de pêche,. En 1590, après sa victoire à la bataille d'Odawara, le kanpaku Toyotomi Hideyoshi achève l'unification du pays. En récompense de son soutien militaire, il cède à l'un de ses vassaux, Tokugawa Ieyasu, fondateur de la dynastie Tokugawa, les provinces formant la région du Kantō,,,. Le chef militaire Tokugawa, devenu un seigneur féodal, fait rénover le château d'Edo tombé en ruine et y installe son administration centrale,. Vainqueur à la décisive bataille de Sekigahara, dix ans plus tard, il est promu shogun. En 1603, l'instauration par celui-ci d'un gouvernement militaire à Edo, le bakufu, ouvre l'époque d'Edo (1603 – 1868) et impose Edo comme capitale et centre du pouvoir politique, Kyoto, capitale impériale, restant la capitale officielle du pays. Edo, modeste village de pêcheurs au milieu du XVe siècle, se développe en une métropole, rassemblant, au début du XVIIIe siècle, une population d'environ un million d'habitants, divisée, à parts égales, en une classe de samouraïs et une classe de commerçants et d'artisans,. La ville subit d'incessants aménagements, induits par les réattributions de terres, à l'initiative du shogun, soucieux de contrôler fermement ses vassaux, et par des incendies et des tremblements de terre. Sa configuration administrative se stabilise cependant au cours de l'ère Kyōhō (1716 – 1736),.

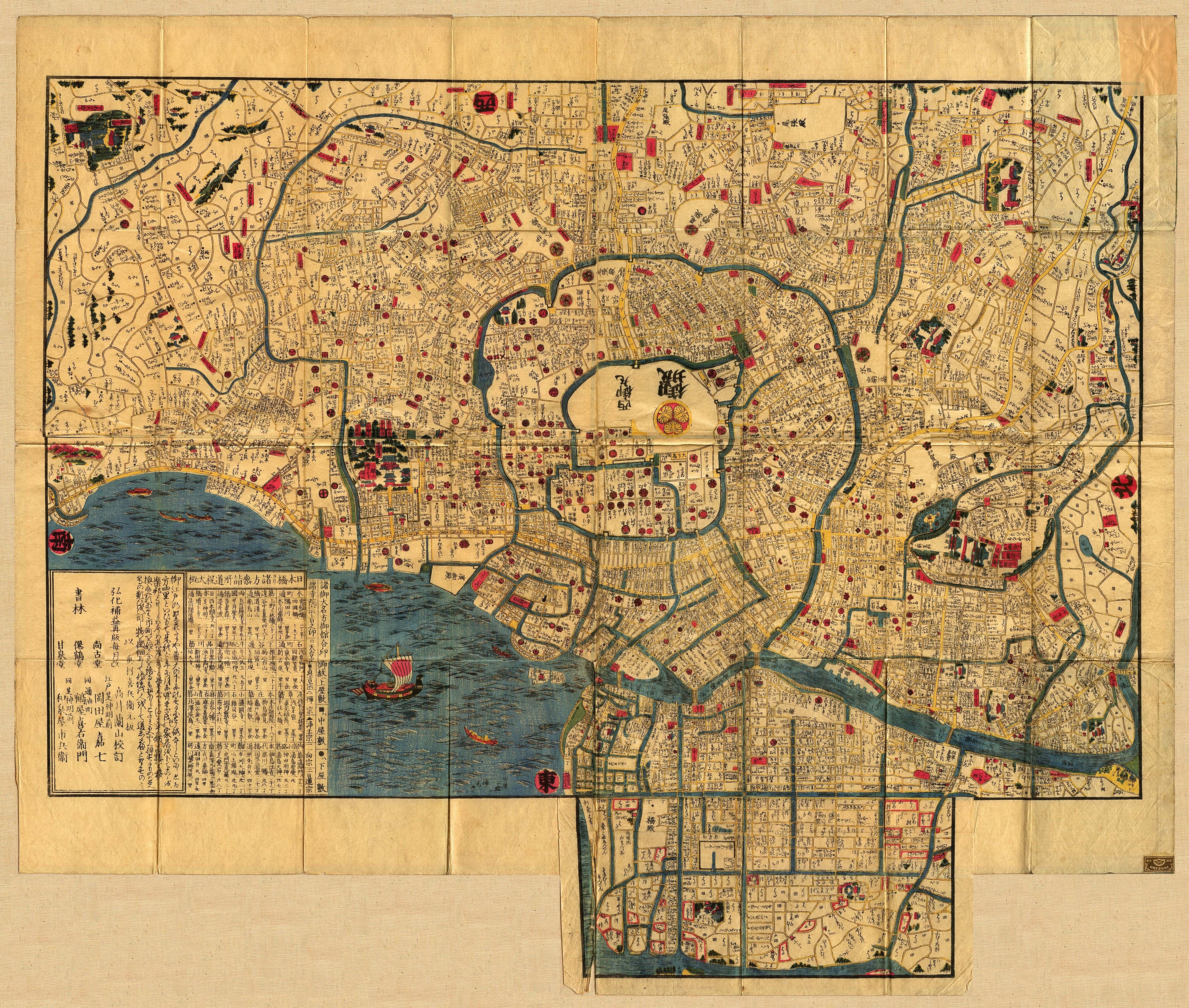
Carte d'Edo dans les années 1840.

En 1868, lorsque l'époque des Tokugawa touche à sa fin, la ville est rebaptisée Tokyo (« capitale orientale »). L'empereur du Japon y transfère sa résidence et en fait la capitale officielle du Japon :
- Keiō, 4e année : le 17e jour du 7e mois (3 septembre 1868), Edo est rebaptisée Tokyo[9] ;
- Keiō, 4e année : le 27e jour du 8e mois (12 octobre 1868), l'empereur Meiji est intronisé dans le Shishin-den à Kyoto[10] ;
- Keiō, 4e année : le 8e jour du 9e mois (23 octobre 1868), le calendrier du Japon passe officiellement de l'ère Keiō à l'ère Meiji et une amnistie générale est accordée[10] ;
- Meiji, 2e année : le 23e jour du 10e mois (1868), l'empereur s'installe à Tokyo et le château d'Edo devient palais impérial[10].

### Magistrature

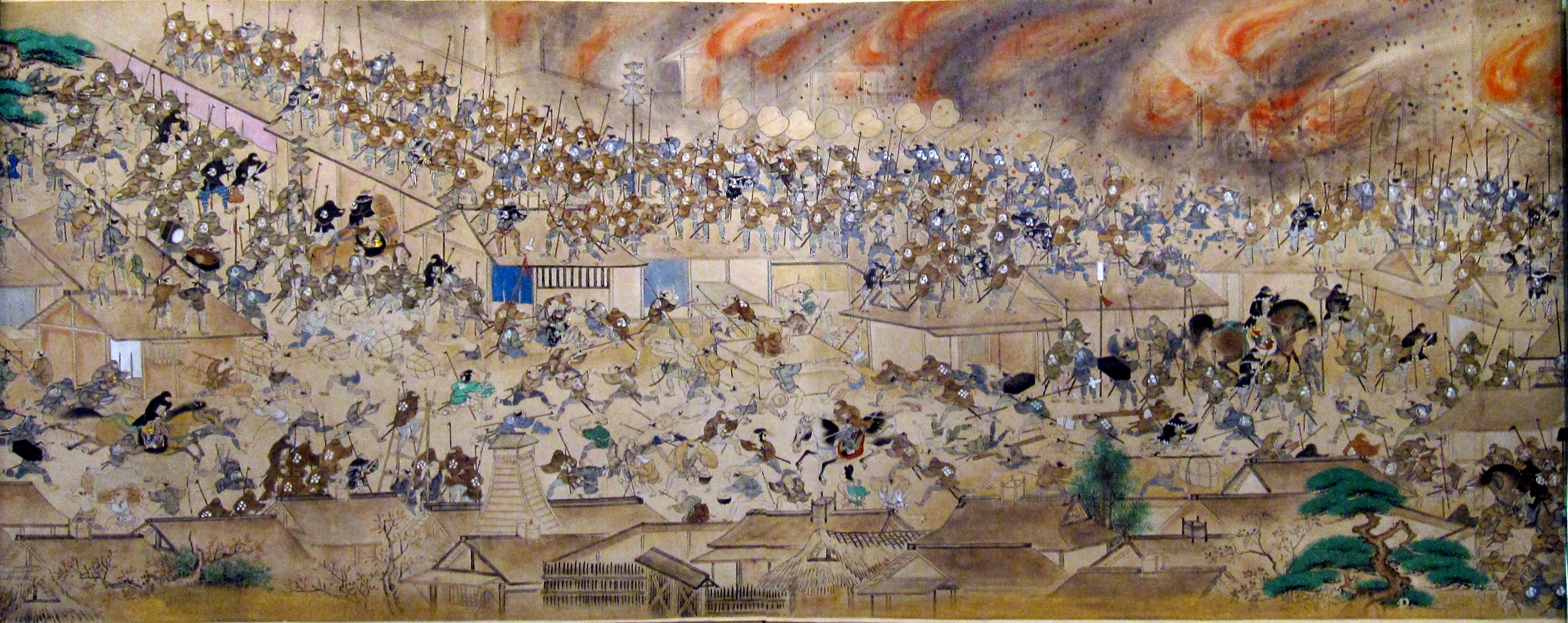
Rouleau représentant le Grand incendie de Meireki.

Ishimaru Sadatsuga est magistrat d'Edo en 1661.

## Gouvernement et administration
Au cours de la période Edo, le Shogun nomme des administrateurs de police (machi bugyō). Le shogun Tokugawa Yoshimune crée un service d'incendie (machibikeshi). Le machi bugyō est, outre autres fonctions administratives, chargé des actions pénales et des poursuites au civil.

## Géographie

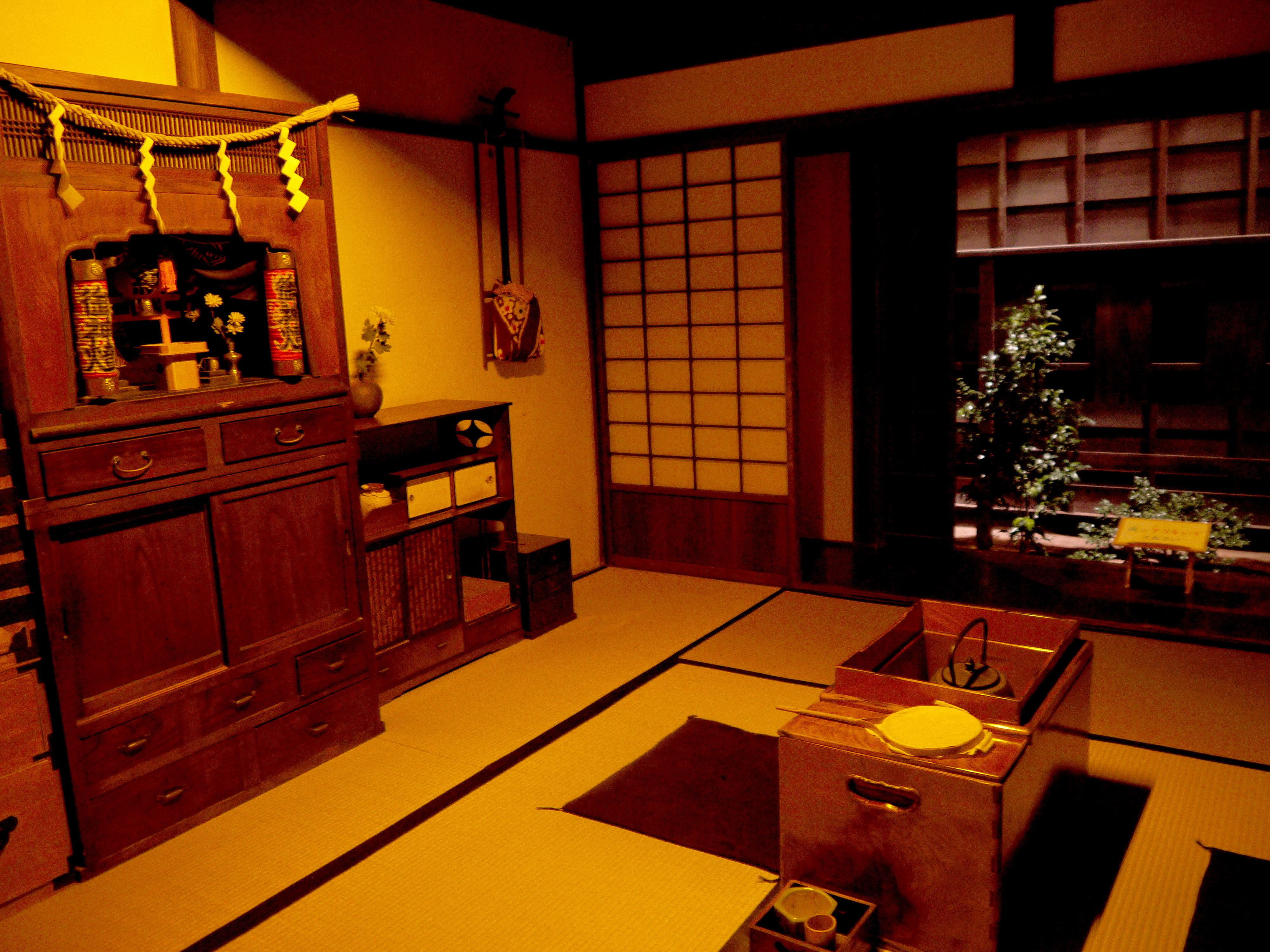
Chōnin : salle d'exposition au Fukagawa Edo Museum.

La ville d'Edo, connue depuis la fin du XIXe siècle sous le nom de Tokyo, est constituée autour du château d'Edo. La zone entourant le château, connue sous le nom Yamanote, est en grande partie composée des demeures des seigneurs (daimyō) dont les familles vivent à Edo selon le système de résidence alternée du sankin kōtai : le daimyō séjourne en ville une année sur deux et y laisse sa famille en son absence. La présence de cette classe de samouraïs est une caractéristique de la cité, contrastant avec les deux grandes villes de Kyoto et d'Osaka qui ne sont pas gouvernées par un daimyō et ne comptent pas une population de samouraïs importante. Kyoto est marquée par l'influence de la cour de l'empereur, par ses temples bouddhistes et son histoire, et Osaka est le centre commercial du pays, dominé par les commerçants et les artisans (chōnin).
Plus éloignés du centre se trouvent les quartiers des chōnin. La zone connue sous le nom Shitamachi, ou « ville basse », au nord-est du château, est un centre de la culture urbaine. L'ancienne temple bouddhiste Sensō-ji se trouve encore dans le quartier d'Asakusa, marquant le centre de la culture traditionnelle. Quelques boutiques dans les rues près du temple ont subsisté en continu au même emplacement depuis la période Edo.
Le fleuve Sumida, appelé alors « Grande rivière » longe la bordure orientale de la ville et comprend l'entrepôt officiel de riz, des bâtiments officiels du shogunat, ainsi que certains des meilleurs restaurants de la ville.

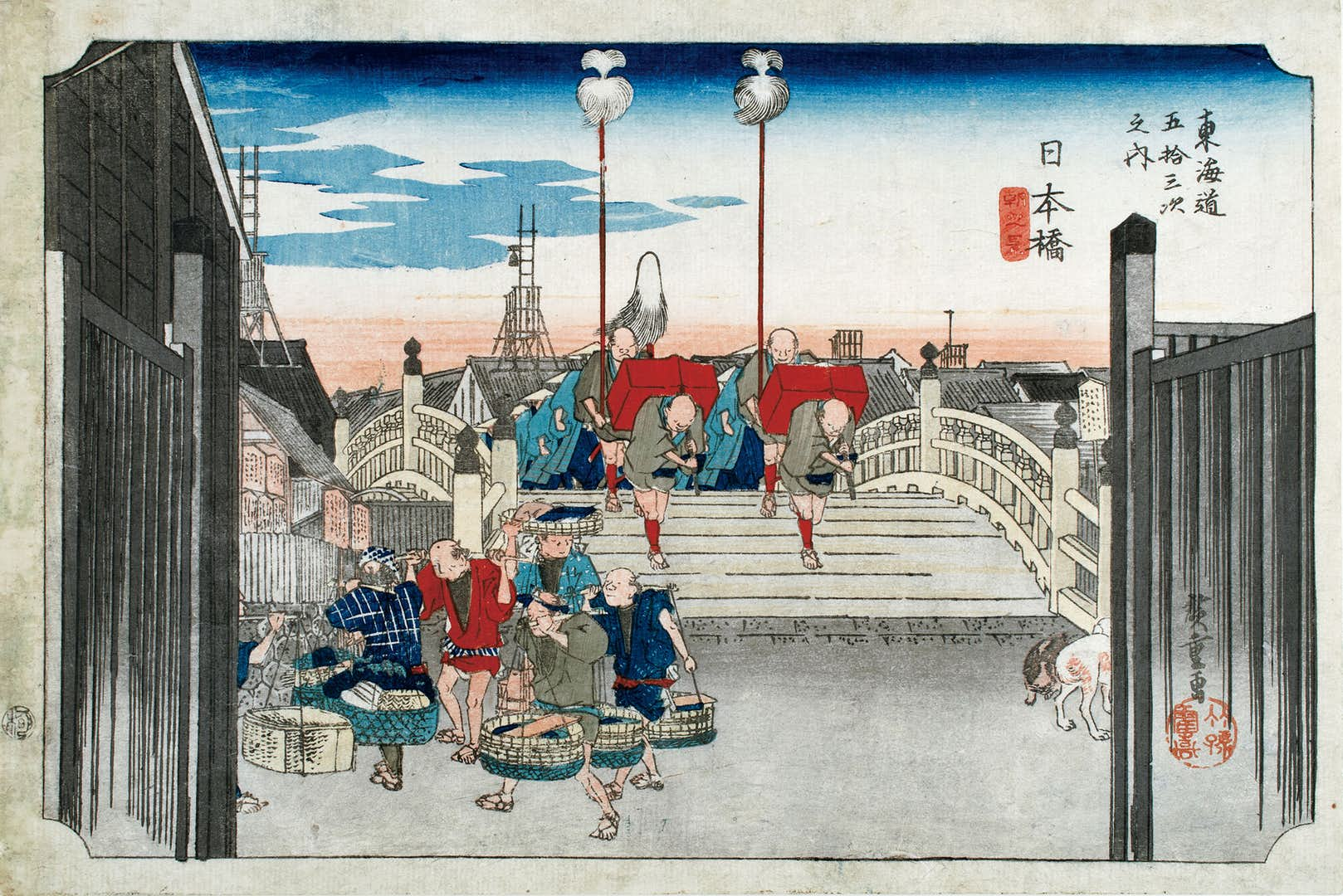
Le Nihonbashi à l'aube, estampe de Hiroshige.

Le Nihonbashi, point de départ du Gokaidō, a marqué l'histoire du centre commercial de la ville, connu sous le nom de Kuramae. Y travaillent des pêcheurs, des artisans, des producteurs et des détaillants. Les navires (« tarubune ») assurent les liaisons avec Osaka et d'autres villes, soit directement, soit en déchargeant les marchandises dans des barges depuis leur mouillage ou sur des voies de transport terrestres telles que le Tōkaidō. Cette zone de la ville est restée le quartier des affaires.
La partie nord-est de la ville est considérée comme une direction dangereuse en cosmologie traditionnelle (onmyōdō), et est protégée du mal par plusieurs temples, dont le Sensō-ji et le Kan'ei-ji. Au-delà se trouvent les quartiers des Burakumin, les parias de la société, qui effectuent les travaux les plus humbles et sont séparés des principaux quartiers. Non loin au nord, un long chemin de terre part de la berge du fleuve vers la limite nord de la cité, conduisant à Yoshiwara, les quartiers de plaisirs. Auparavant situés près de Ningyōchō, ces quartiers sont reconstruits dans ce lieu plus éloigné du cœur de la ville après le grand incendie de Meireki de 1657.